# Grijze vleermuis
De grijze vleermuis (Lasiurus cinereus) is een Amerikaanse vleermuissoort uit de familie der gladneuzen (Vespertilionidae). De vleermuis heeft een groot verspreidingsgebied, van Canada tot Chili. Ook is hij een van de grootste vleermuizen van Noord-Amerika en een van de meest herkenbare. Op Hawaï, waar de grijze vleermuis de enige vleermuis is, komt de ondersoort de Hawaiiaanse grijze vleermuis (L. c. semotus) voor.

## Beschrijving
De grijze vleermuis heeft een dichte bleekbruine vacht met een gele keel. De top van de vachtharen zijn grijzig wit, alsof de vacht bevroren of gerijpt is. Aan deze glans dankt de vleermuis zijn naam. Het staartmembraan is aan de bovenzijde dichtbehaard. Deze soort heeft korte ronde oren. De grijze vleermuis heeft een spanwijdte van 380 tot 410 millimeter, een kop-romplengte van 102 tot 152 millimeter, een staartlengte van 44 tot 65 millimeter en een gewicht van 20 tot 35 gram.

## Verspreiding en leefgebied
De grijze vleermuis heeft een enorm verspreidingsgebied. Hij komt voor van Zuid-Canada en de gehele Verenigde Staten (met uitzondering van Alaska en Zuid-Florida) via Mexico tot Argentinië en Chili. Het is tevens het enige inheemse landzoogdier van Hawaï. Zijn enorme verspreidingsgebied wijst op een groot aanpassingsvermogen. Hij komt in een grote verscheidenheid aan habitats voor, in canyons, maar ook in allerlei bossen, zowel loof- als naaldwoud, droge of natte grond, van zeespiegel tot 1200 meter hoogte. Hij komt echter zelden voor rond huizen. Hij verblijft in het bladerdak van bomen. Zijn vacht is een goede schutkleur tegen boombast. In de late schemering vliegen de grijze vleermuizen uit om eten te zoeken. Grijze vleermuizen jagen vooral op motten, maar ook op andere vliegende insecten.

## Migratie en voortplanting
De grijze vleermuis is een sterke vlieger. Deze soort wordt als dwaalgast meerdere malen aangetroffen in IJsland en Bermuda, en één keer op de Orkney-eilanden. De noordelijke populaties van de grijze vleermuis trekken weg. In de herfst verzamelen de vleermuizen zich in het zuidwesten van de VS, en migreren daarvandaan naar Mexico, Californië of Zuid-Amerika. Niet alle  Noord-Amerikaanse vleermuizen trekken weg, sommigen blijven achter in South Carolina, of overwinteren in hun woongebied. In de lente keren de vleermuizen weer terug, waarbij de mannetjes in het zuidwesten blijven en de vrouwtjes zich over de rest van Noord-Amerika verspreiden. Waarschijnlijk vindt de paring plaats tijdens de trek, in de herfst. Eind mei, begin juni worden twee jongen geboren. Als de moeder 's nachts op jacht gaat, blijven de jongen achter in het bladerdak. Na ten minste 48 dagen worden deze gespeend.